# Villa Sormani (Mariano Comense)
Villa Sormani è una villa privata situata nel comune di Mariano Comense. È stata resa disponibile al pubblico dai proprietari nel 1996, dove sono stati realizzati diversi eventi estivi del comune.

## Storia

### Inizio della villa (1274 - 1712)
Si suppone che la storia del palazzo abbia inizio nel 1274, questo perché al lato della struttura si trova fino ai giorni nostri una colombaia risalente al periodo, ed è l’unica testimonianza rimasta. In questo periodo lo spazio era posseduto dalla estinta famiglia Ronzoni

### Ronzoni (1712 - 1844)
Nel 1712 don Giovanni Ronzoni, fece costruire la villa, che è ancora presente fino ad oggi, nell'area appartenente alla sua famiglia insieme alla casa vicina, appartenente alla famiglia Marliani (famiglia), vicari perpetui e feudatari di Mariano.

### Calchi Novati (1844 - 1944)
La famiglia Ronzoni però è stata estinta nel 1844, quando la villa viene ereditata dai Calchi Novati, che sono rimasti proprietari per 100 anni. Questo è stato il periodo più vissuto della villa, principalmente durante il periodo in cui ha abitato uno dei proprietari, il pittore Cesare Calchi Novati. Questo periodo è finito nel 1944 con la morte di don Sigismondo, fratello di Cesare Calchi Novati e figlio di donna Giulia Sormani. Essendo una proprietà privata la Villa rimane chiusa ai cittadini fino al 2004, quando passa di proprietà al Comune di Mariano Comense.

## Descrizione
Villa Sormani è costituita da un palazzo a forma di U, con tre ali ben distinte e un giardino nella facciata sud. La facciata sud, che oggi non si riesce a vedere dalla strada perché hanno costruito dei palazzi davanti, è molto curata, dipinta in giallo, dove si deve il giardino. La facciata nord invece non si assomiglia per niente all’altro lato della casa ed era usata come un ingresso secondario.

### Altare ligneo
All’interno di una delle sale al piano terra si trovava questo altare ligneo settecentesco, che è stato ristaurato tra il 2016 e il 2017 dalla dottoressa Annalisa Songia, quando è stato spostato il un'altra sala per la migliore conservazione.